# Tumbuka
Tumbuka – lud zamieszkujący tereny Afryki Wschodniej, głównie północne Malawi, wschodnią Zambię i Zimbabwe. Posługują się językiem tumbuka, z rodziny językowej bantu. Ich populację szacuje się na 3,3 mln (2018).